# Szczetnice
Szczetnice, długoryjkowe (Echiura) – grupa dwubocznie symetrycznych, niesegmentowanych zwierząt bezkręgowych z wtórną jamą ciała, przez długi czas klasyfikowana w randze typu, a obecnie coraz częściej w randze gromady w typie pierścienic. Obejmuje około 150 gatunków wyłącznie morskich zwierząt, zamieszkujących zarówno strefy płytkie, jak i głębokie rowy oceaniczne (Vitjazema spp. były wyciągnięte z głębokości poniżej 10 tys. metrów w Rowie Filipińskim) w wodach zarówno tropikalnych, jak i umiarkowanych czy subarktycznych. Prowadzą mało ruchliwy, denny tryb życia, ryjąc w mule bądź chowając się w szczelinach dna morskiego. Mają niesegmentowane ciało, jednolitą wtórną jamę ciała i występuje w ich rozwoju larwa trochofora.

## Budowa
Rozmiary ich ciała wynoszą od 3 do 185 cm (z wyciągniętym ryjkiem). Na przednim końcu ciała jest długi niewciągalny ryjek. U jego podstawy położony jest otwór gębowy, a na tylnym końcu ciała otwór odbytowy. Ryjek bywa niekiedy rozdwojony na końcu. Powierzchnia brzuszna ryjka jest nieco wgięta i pokryta rzęskami, które napędzają wodę z małymi cząsteczkami pokarmowymi do otworu gębowego. W tyle za otworem gębowym położone są na brzusznej powierzchni dwie duże szczecinki, tylny zaś koniec ciała opasany jest dwoma wieńcami małych szczecinek. Ciało ich okrywa jednowarstwowy nabłonek, wydzielający na swej powierzchni oskórek. Pod oskórkiem jest wór powłokowo-mięśniowy. Nabłonek otrzewnowy ogranicza obszerną jednolitą jamę ciała.

## Układ pokarmowy
Układ ten tworzy długi, kręty w jamie ciała przewód, składający się z jelita przedniego, środkowego i tylnego, otwierającego się odbytem na tylnym końcu ciała. Dzięki takiemu krętemu przebiegowi długość jelita przewyższa nawet dziesięciokrotnie długość ciała. Do jelita tylnego wpada para jego uwypukleń – worków odbytowych (analnych). Mają one 12-300 lejków migawkowych, które otwierają się do jamy ciała, a drugim końcem do jamy worka odbytowego. Worki te służą do oddychania i wydalania.

## Układ wydalniczy
Wydalanie odbywa się za pomocą trzech rodzajów narządów. W stadium larwy trochofory mają parę protonefrydiów, które podczas metamorfozy uwsteczniają się. U osobników dorosłych czynności wydalnicze spełniają głównie worki odbytowe ze swoimi lejkami – uważane przez niektórych za metanefrydia. Oprócz tych worków, u dorosłych szczetnic występują bardziej lub mniej typowe nefromiksje otwarte do wtórnej jamy ciała, migawkowymi lejkami. Wydalanie jest ich czynnością dodatkową, główną funkcję stanowi wyprowadzanie komórek rozrodczych. Nefromiksje leżą w przedniej części ciała i otwierają się na zewnątrz na brzusznej stronie zwierzęcia. Liczba ich waha się od jednej do czterech par, a u niektórych form wzrasta.

## Układ krwionośny
Składa się z przebiegającego nad przednią częścią jelita grzbietowego naczynia podłużnego, które dochodzi także do ryjka. Naczynie to rozdwaja się w przodzie dając dwa boczne naczynia ryjkowe, które zlewają się przy opuszczaniu ryjka we wspólne podłużne naczynie brzuszne, ciągnące się pod jelitem, aż do tylnego końca ciała. Tylny koniec naczynia grzbietowego nawiązuje kontakt z brzusznym za pomocą dwóch otaczających jelito naczyń poprzecznych. Krew jest bezbarwna i zawiera bezbarwne leukocyty.

## Układ nerwowy
Układ ten jest stosunkowo słabo rozwinięty. Centralny układ nerwowy składa się z brzusznego pnia, który w przednim końcu tułowia rozdwaja się, otacza jelito i tworzy okołogardzielowy pierścień nerwowy. Ogólny plan budowy układu nerwowego przypomina Polychaeta, jednak pień nerwowy u szczetnic usiany jest równomiernie na całej długości komórkami nerwowymi, a pierścień okołogardzielowy pozbawiony jest zwojowych zgrubień. Narządów zmysłów oprócz pojedynczych komórek zmysłowych i brodawek, w powłoce brak.

## Układ rozrodczy i rozwój
Są to zwierzęta rozdzielnopłciowe. Gonada jest nieparzysta i leży na brzusznej stronie w tylnej części ciała. U rodzajów Bonellia i Hamingia obserwuje się wyraźny dymorfizm płciowy. Samice Bonellia są duże, zielonej barwy, o długim ryjku rozdwojonym na końcu. Samce Bonellia są malutkie, często dostają się do jamy nefridiów samicy. Samce są całkowicie pokryte rzęskami i wykazują prostą budowę. Nie mają one ani otworu gębowego, ani odbytowego, a ich przewód pokarmowy jest ślepo zakończony; brak też układu krwionośnego. Do wyprowadzania plemników służy specjalny pęcherzyk nasienny, utworzony z jelita środkowego larwy i lejka nefrydialnego. Brak worków odbytowych. Samce początkowo pełzają po powierzchni ryjka samicy; potem przenikają do jej jelita przedniego i dalej do nefridiów, w których żyją dość długo, oczekując momentu przejścia przez nefrydia dojrzałych jaj, które zapładniają uwalniając plemniki. Spiralne bruzdkowanie doprowadza do powstania mniej więcej typowej trochofory. wzrostowi jej towarzyszy powstanie dwóch smug mezodermalnych. Nie ulegają one segmentacji ale rozrastają się, zlewają w jedną całość, tworząc jednolitą celomę. Ciało larwy w tyle za prototrochem równomiernie rośnie na długość. Larwa swobodnie pływa w planktonie i po przeobrażeniu osiada na dnie.

## Klasyfikacja
W 1940 W. Newby zaproponował wyodrębnienie tej grupy zwierząt w randze typu Echiuroidea – siostrzanego dla pierścienic. W 1964 A. Stephen wprowadził, w formie korekty taksonomicznej, nazwę Echiura. Cechą odróżniającą od pierścienic jest brak segmentacji ciała u szczetnic. Dyskusyjna jest kwestia, czy to cecha pierwotna, czy wtórna. Badania morfologiczne i molekularne potwierdzają przynależność szczetnic do pierścienic.
Wśród szczetnic wyróżniane są rzędy:
- Echiuroidea
- Heteromyota
- Xenopneusta